# تسويق موجه
يعرف التسويق الموجه أنه التسويق الذي يستهدف فئة أو شريحة معينة من المستهلكين بما يلائم متطلبات واحتياجات تلك الشريحة من الناحية الثقافية أو الاجتماعية .
يهدف التسويق الموجه إلى تسويق أو إعادة تسويق منتج معين إلى شريحة معينة بما يعود على المسوق بالعائد الأمثل بحيث يحقق المنتج في ظل ذلك المفهوم أعلى قيمة شرائية في الوسط المستهدف.

## الآلية والعوامل .

### ألية التسويق الموجه
يعمل الأساس الفعال في عملية التسويق الموجه على التركيز في خصائص الفئة المراد تسويق المنتج إليها ( من حيث خصائص تركيبة تلك الفئة ) تحديدا إضافة إلى عدم تعارض ذلك التسويق مع الخصائص المشتركة الدنيا بين فئات أخرى من المستهلكين.

### العوامل التي يجب دراستها
تتنوع العوامل التي يجب دراستها في الفئة المستهدفة من المستهلكين ولكن يعد القاسم المهم في عملية التسويق الموجه هو توجهات الشعوب والتي تعتمد على العوامل الثلاث التالية.
- العوامل الثقافية ( تعليم . سلوك . ديانة . فكر ومعتقدات . عدات وتقاليد ...إلخ
- العوامل الاقتصادية.

1. عوامل خاصة بالمستهلك ( مستوى الاقتصاد الإقليمي . مستوى الدخل ).
2. عوامل خاصة بالمنتج . ( تكلفة الخامات – كلفة التصنيع – وفرة اليد العاملة – توفر الخامات الفعالة )

- العوامل الجغرافية ( القرى والمدن – النشاط المحلي للإقليم – توزع الطبقات المستهدفة جغرافيا – طبيعة المكان )

فوائد العمل التطبيقي للعوامل وأثره على التسويق (الموجه ) الإستهدافي للمستهلكين :-
-	إن هذه العوامل تعد الركيزة الهامة في استهداف الشعوب والعمل على زيادة القيمة الشرائية لمنتج يجب أن تتوفر فيه تلك العوامل في حال التركيز على فئة معينة من المستهلكين بما يضمن نجاح عملية التسويق للمنتج .
-	إن المنتج الذي تتوفر فيه العوامل الثلاث يوفر العبئ الاقتصادي في الجانب التسويقي ويرفع من كفائة وفاعلية التسويق الإستهدافي . حيث إنه يقلل من القيمة المفترضة لعملية الدعاية الترويجية للمنتج مما يعني خفض نسبة الحد الأدنى لميزانية الدعاية مما يعني التوفير المادي الذي يمكن إعادة إستغلاله في مصرف آخر .
-	إن المنتج الذي تتوفر فيه العوامل الأساسية السابقة يصنع نوعا من الأرضية الفكرية لدى المستهلك المستهدف مما يعطي له نوعا من الثقة في أداء المنتج بعد ذلك مما يوفر وبشكل التراكمي في الميزانيات المفترضة لعمليات الدعاية المسبقة لدخول الأطوار الجديدة من نفس الشركة القائمة على تصنيع المنتج .